# Paul Friedländer (filologo)
Paul Friedländer (Berlino, 1882 – 1968) è stato un grecista e filologo classico tedesco.

## Biografia
Docente all'università di Marburgo dal 1920 e all'università di Halle dal 1935; dopo una breve detenzione, nel 1939 fu costretto dal nazismo ad emigrare negli USA, dove insegnò dallo stesso anno alla Johns Hopkins University.
Particolarmente importante è la sua opera Platone (1930), nella quale esamina il pensiero del grande filosofo in maniera originale ed approfondita.